# Universitetsholmen

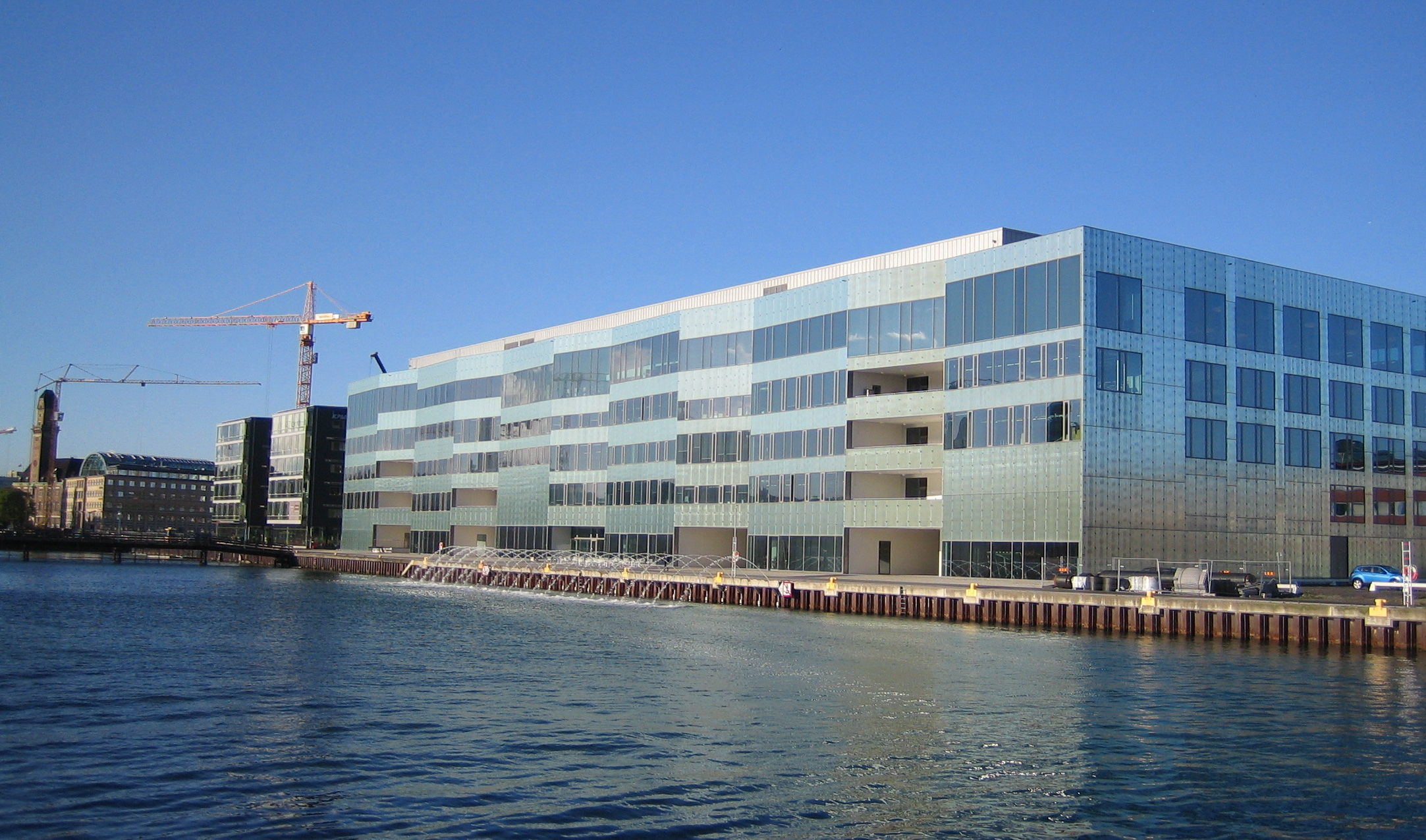
Orkanen på Hjälmarekajen

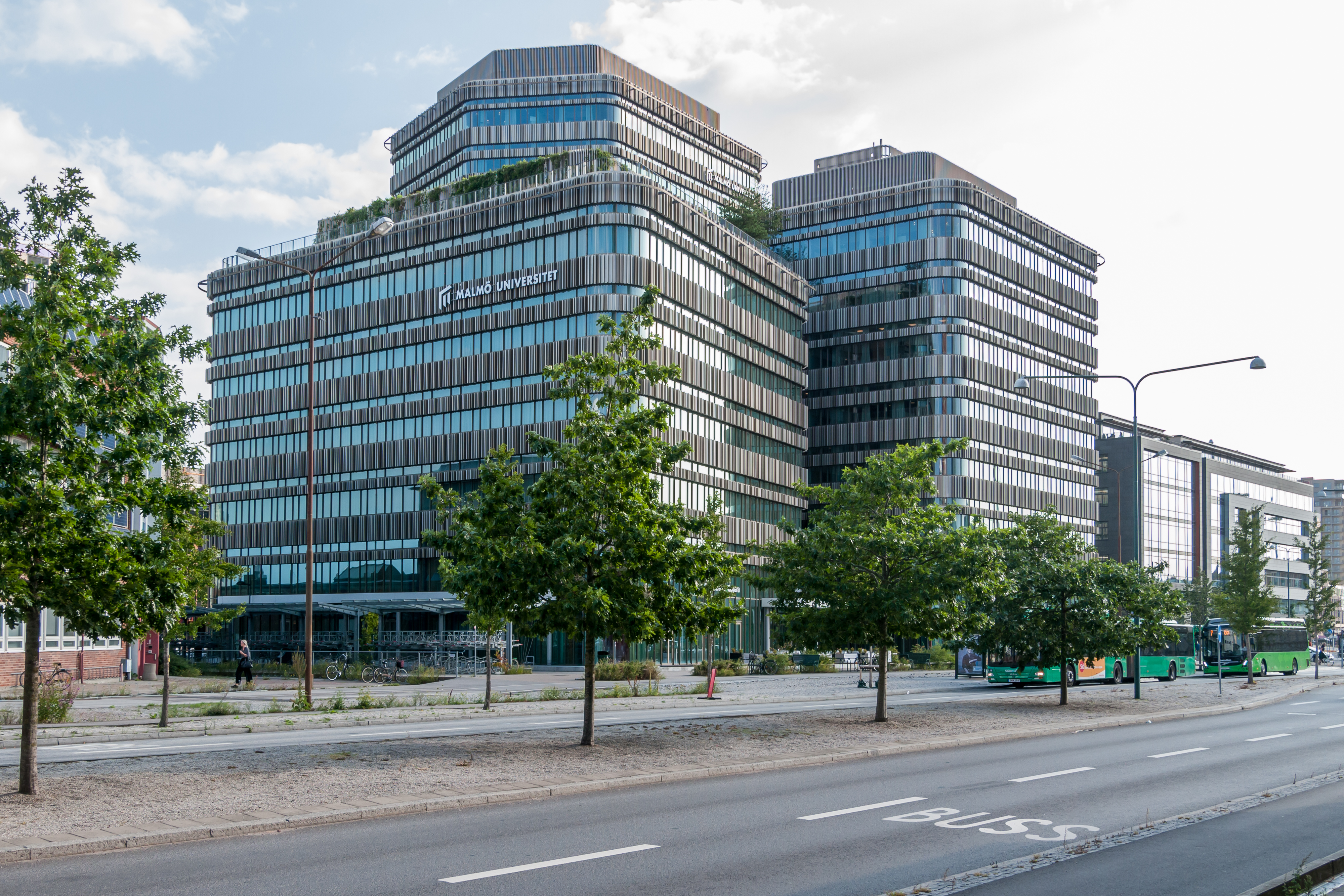
Niagaras fasad mot Neptunigatan

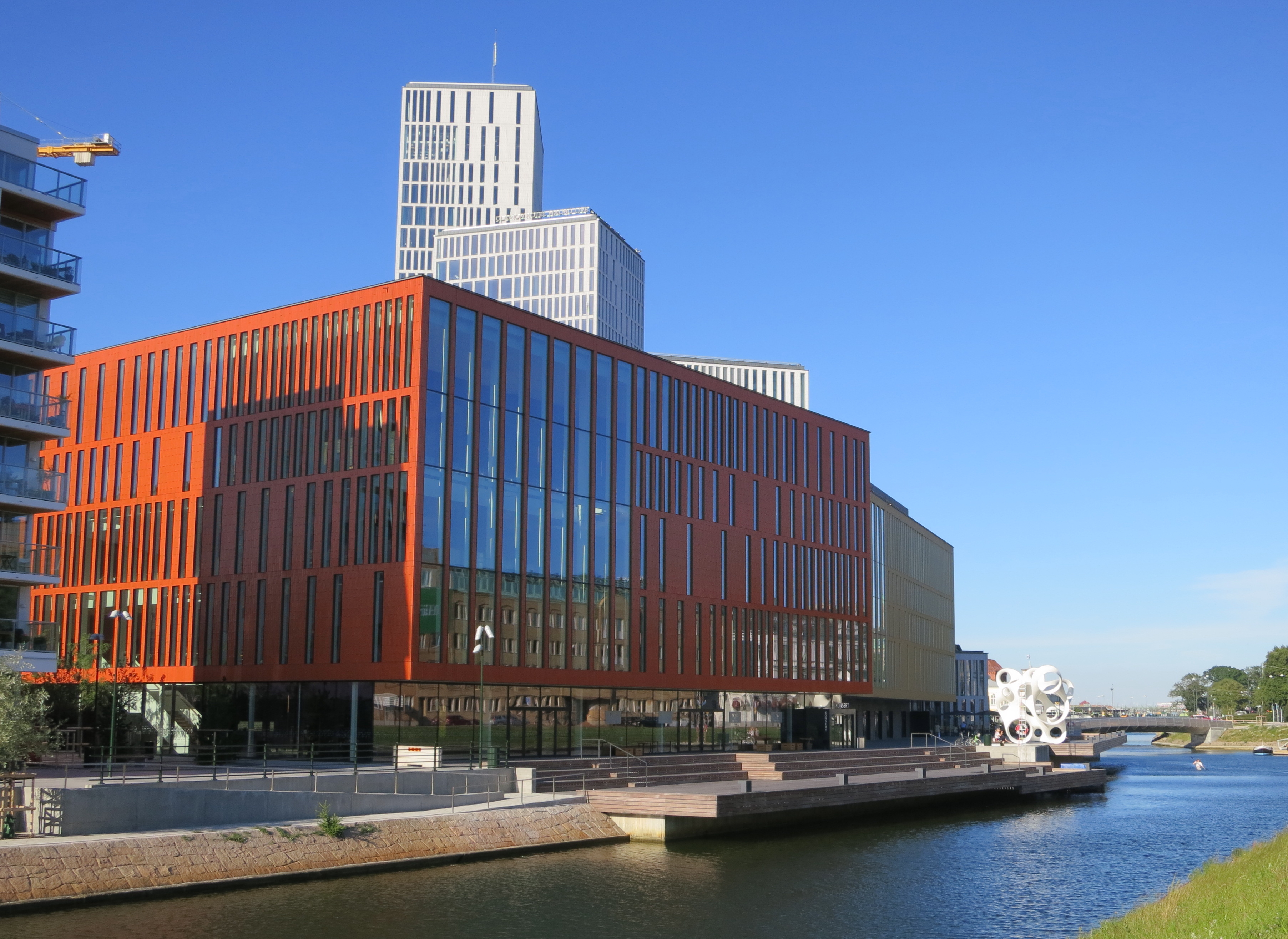
Malmö Live

Universitetsholmen är en konstgjord ö och en del av Västra Hamnen som är omgiven av kajer och kanaler. Den är belägen väster om centralstationen.
Ön fick sitt namn i samband med etableringen av Malmö högskola, vars mest kända byggnad på holmen är Orkanen, på Hjälmarekajen.
På Universitetsholmens södra sida ligger Malmö Live, med bland annat konserthus och kongresscenter.
Ön avgränsas av Inre hamnen, Suellshamnen, Västra hamnkanalen, Citadellshamnen och Södra varvsbassängen.
Centralt beläget i universitetsholmen finns byggnaden Niagara där fakulteten för teknik och samhälle och fakulteten för kultur och samhälle huserar.
Lite längre bort ligger Gäddan 8 som ligger i anknytning till universitetets övriga byggnader. I gäddan huserar fakulteten för Hälsa och samhälle och institutionen för socialt arbete samt universitetets innovationsmiljö Storm.